# 교향곡 7번 (본 윌리엄스)
《교향곡 7번 마단조 ‘남극’》(Sinfonia Antartica ‘Symphony No.7 in E minor’)은 본 윌리엄스가 7번째로 작곡한 교향곡이다. 본 윌리엄스는 교향곡 6번과 조성을 같이 하는 9번이 다 될 때까지, 교향곡의 악보에 편한 악종명과 조성을 기입하고 있을 뿐이었다. 단순히 마단조의 교향곡 7번이라고 부르는 것이 조성이 같은 6번과 혼란을 피할 수 없기 때문에 그 시기가 되고 번호를 붙이지 않은 것이다. 그래서 이 작품은 원래 제목이 《남극교향곡》인 것이지, 《교향곡 7번 마단조 '남극'》처럼 번호, 조성붙인 제목으로서 취급하는 것은 적절치 않다.

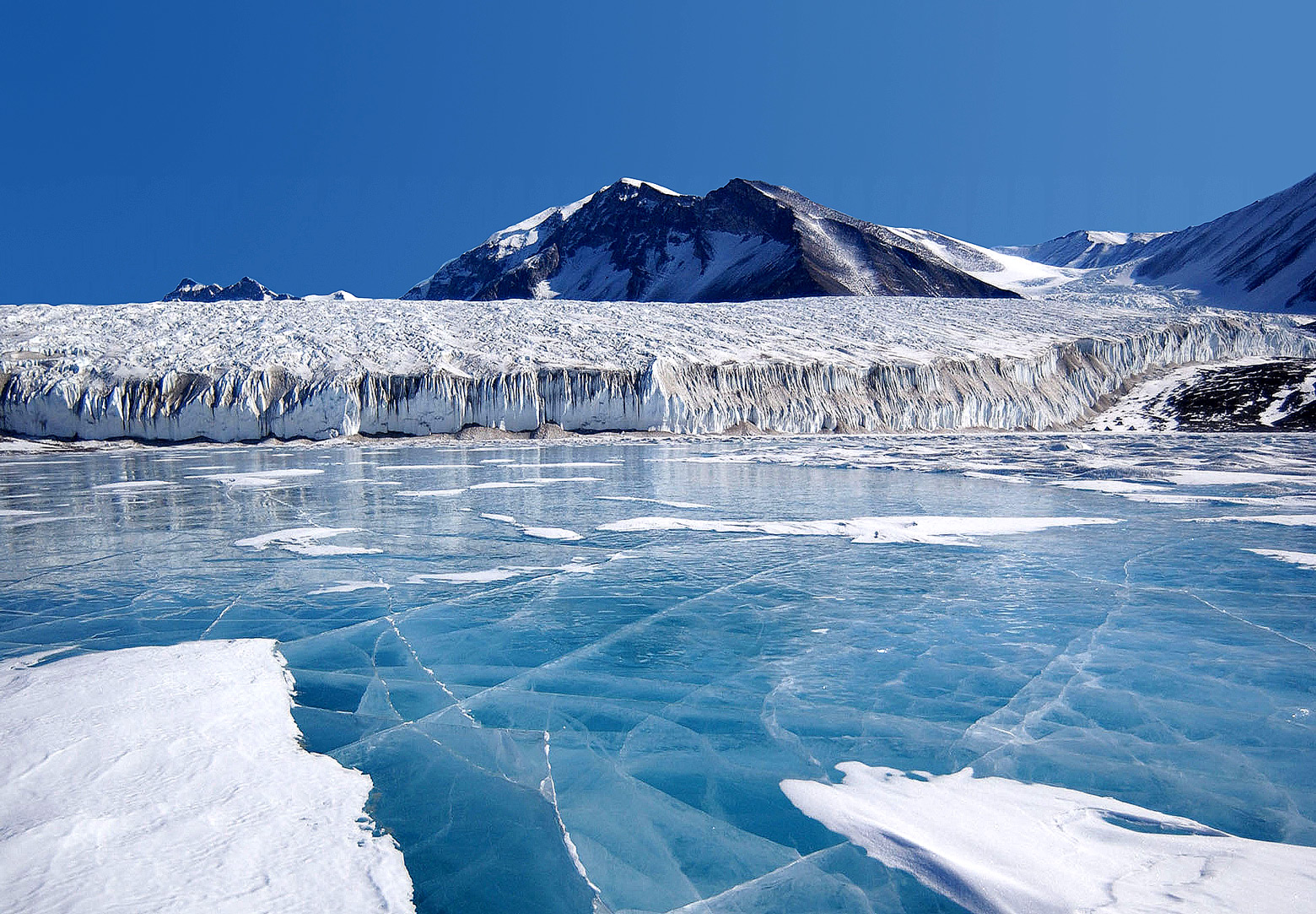
남극의 프릭셀 호수

## 작품 배경
저명한 지휘자 루카스 포스(Lucas Foss)는 본 윌리엄스의 교향곡 6번을 수차례 지휘한 후, ‘6번 교향곡이 쏟아놓는 해설적 산문의 흐름’에 대해 언급한 바 있다. 낭만주의 후기 시대의 다른 작품들 중에서 그 애호가들에게 그 음악이 의미하는 바를 묻도록 이 작품처럼 강요하는 것은 거의 없었다. 많은 사람들은 6번 마단조를 교향곡 5번의 정신적 부정으로 경험했고, 6번이 5번의 모호함에 대해 결정적 서술로 대신 제시되는 것으로 으껐다. 본 윌리엄스는 〈전쟁교향곡〉을 썼다는 사실을 부인했으나, 나중에 프로스페로(Prospero)의 말을 빌어 그의 6번 4악장의 본질을 설명하기 위해 “우리는 꿈을 꾸는 재료들이고, 우리의 자그마한 삶은 잠으로 둘러싸여 있다”고 말했다. 그 마지막 악장은 앞서도 살펴본 바와 같이 본질적으로는 하나의 주제에 의한 명상이며 마지막으로 Eb장 3화음과 E단 3화음이 공허 속에서 교대되도록 남겨둠으로써 해체되어버리는 피아니시모 악장이다. 이와 같은 조성 관계는, 덜 뚜렷하게 사용되기는 하지만 6번 교향곡의 상상력과 가장 큰 연관을 가지는 초기 작품인 〈바다로의 항해자〉에서도 지적된다. 이 교향곡 6번과 바다로의 항해자 두 작품은 영화 음악 〈남극의 스코트〉(1948)에 직접적으로 영향을 미친다.
본 윌리엄스가 이러한 시기에 영화 음악 작품을 위촉받았다는 사실은 그에게 있어서는 하나의 예술적 행운이었다. 교향곡 6번의 정신적 활량함에 대해 물리적 황량함을 볼모지 남극에서 발견할 수 있었으며, 스코트 대령의 마지막 탐험 이야기는 자연의 냉엄한 도전에 대한 불굴의 항거를 나타내는 것으로 보였다. 더구나 그 작품에 나타나 있는 인간의 가치, 이를테면 영웅적 노력, 충성심. 헌신, 따스한 인간미 등은 교향곡 6번의 '궁극적 허무주의'를 꼭 맞는 시간에 교정해 주었다. 본 윌리엄스는 자신이 일상적 영하 음악을 쓰고 있음이 아니라는 점과 이것으로부터 하나의 남극교향곡이 자라나올 수 있음을 곧 깨달았다. 사실 그는 하나의 조화를 이룩해냈으며, 이러한 조화는 하나의 교향곡 뿐 아니라 3편을 더 만들어 냈으며, 그의 생애 마지막의 지극히 정력적인 10년 동안 썼던 거의 모든 작품들에 영향을 미쳤다. 부분적으로 이것은 색채의 문제였으며, 그는 자신의 새로운 남극 음향에 흠뻑 빠졌으나, 기본저긍로 그것은 여지껏 대립 되어 있던 느낌의 세계, 즉 5번의 '축복'과 6번의 허무주의적 견해가 비극적이지만 탄력적 휴머니즘으로 해결되는 융화와 변형의 문제였다. 그리하여 마지막 세 편의 교향곡들은 양식적이며 철학적 정행을 공유하며 교향곡 2번 '런던'이래의 다른 어느 작품들보다도 더 넒은 상상력의 범위를 가진다. 이 교향곡들이 더 위대한 교향곡들이라는 말은 아니지만, 경험적으로 보아 후기 작품들이 과소평가되는 경향이 있는 것 같다.
〈남극교향곡〉은 1949년에 시작되었으나 난관이 많아 다른 작품들이 잇달아 생산되었다. 이 당시 완성된 작품으로는 〈순례자의 행진〉 혹은 〈옥스포드 비가〉등이 있다. 교향곡 7번 '남극'은 1952년에 전체 5악장의 교향곡으로 완성된다. 그러나 이 작품은 충분히 교향악적도 아니고 충분히 표제적도 아니다. 그러한 연유로 완성된 교향곡 중에서 가장 덜 성공적이지만, 깊은 인상을 심어주는 작품이다. 그 개시 주제는 일종의 '모토'로서 교향곡 6번의 화성적 느낌과 5번의 선율적 열망과의 종합을 드러내며, 그리하여 본 윌리엄스의 만년의 가장 특징적 음악의 하나의 소우주를 형성한다.
본 윌리엄스가 다른 교향곡들에서 어떠한 표제적 해석도 가하지 않은 점에 비추어 볼 때, 이 교향곡의 각 악장에 이 작품의 지초적 이해를 돕는 간단한 표제가 붙어 있다는 사실은 예외적이다. 이 교향곡은 좁게는 영웅적인 스코트 대령과 그의 부하들에게, 나아가서는 불가항력적인 자연의 힘에 대항하여 싸우는 모든 사람들에게 헌정된 것이다. 이 곡은 완성된 이듬해인 1953년 1월 영국 맨체스터에서 존 바르비롤리 경의 지휘와 할레 관현악단의 연주로 초연됐다.

## 연주시간
- 약 45분, 각 악장 중 홀수 악장이 길고 짝수 악장이 짦은 것은 베를리오즈의 환상교향곡과 비슷하다.

## 악기편성
플루트3 (3번은 피콜로 겸함), 오보에2, 잉글리시 호른, 클라리넷2, 베이스 클라리넷, 바순2, 콘트라바순, 호른6, 트럼펫3, 트럼본3, 튜바, 팀파니, 심벌즈2, 탐탐, 작은북, 트라이앵글, 실로폰, 글로켄슈필, 첼레스타, 피아노, 풍음기, 하프, 오르간, 현5부 (소프라노 독창, 여성 3부 합창)

## 템포
- 1. Prelude. Andante maestoso (전주곡. 느리고 장엄하게)
- 2. Scherzo. Moderato (스케르초, 적당히 빠르게)
- 3. Landscape. Lento (풍경. 느리게)
- 4. Intermezzo. Andante sostenuto (간주곡. 음의 길이를 충분히 느끼며 느리게)
- 5. Epilogue. Alla marcia, moderato (non troppo allegro) (에필로그. 행진곡풍으로, 적당히 빠르게 (그러나 너무 빠르지 않게))

## 구성

### 제1악장 〈전주곡〉
마단조. 작곡가는 여기에 사슬에서 풀린 프로메테우스 : 영원히 희망이 희박한 슬픔을 견뎌낼 것, 죽음보다도 밤보다도 어두운 부정을 용서할 것, 만능처럼 생각되는 힘에 도전할 것, 변치 말고, 후회하지 말 것 그것이야말로 선함, 위대함, 기쁨, 아름다움, 자유, 그것만이 생명이자 환희이며, 지배이자 승리이다."라고 쓰고 있다. 먼저 목관, 금관과 저음현의 유니즌이 폭넓은 상행 악구를 제시한다. 이어서 실로폰과 하프 그리고 피아노의 고음역에서 반복되는 반주 음혐을 타고 소프라노와 합창이 이 악장의 주요 소재인 선율을 노래한다. 이어서 남극에서는 파도 소리와 바람 소리를 모방한 음형이 나타나 남극의 황량한 분위기를 묘사하는 음악이 되어 클라이맥스에 이르면, 앞서의 독창 악구가 나타나 트럼펫의 팡파르에 이어 제현부로 진입한다. 첫머리의 선율이 본 윌리엄스 특유의 민요풍으로 재현되므로 앞서보다는 훨씬 따뜻한 느낌이다.

### 제2악장 〈스케르초〉
작곡가는 여기에 구약성서 중에서 시편 104편 “신척이 거기 다니며 주의 지으신 악어가 그 속에 노나이다. 이것들이 다 주께서 때를 따라 먹을 것을 주시기를 바라나이다”라는 구절을 적어놓고 있다. 대략 3부 형식으로 되어 있는 이 악장은 스케르초라고 되어 있기는 하지만 주요 템포가 모데라라토이므로, 일반적 스케르초처럼 경쾌하고 우스꽝스러운 느낌은 주지 않는다. 호른에 의해 도입되어 트럼펫이 스케르초라기보다는 서정적 선울을 제시하면 바이올린이 이것을 이어받는다. 그 후 이렇다 할 선율이 없이 효과를 위한 음향이 나열된 악구를 거쳐 중간부로 진입한다. 중간부에서는 금관의 반주에 의해 새로운 선율이 리듬젇으로 나타난다. 이 선율은 원래 영화에서 펭귄이 나타나는 장면에 사용된 것으로 펭귄의 뒤뚱거리는 움직임을 잘 묘사하고 있다. 이어 바이올린이 옥타브 유니즌에 의해 제1부의 재현을 이루고는 악장을 마친다.

### 제3악장 〈풍경〉
작곡가는 폴리지의 〈사무니 협곡의 여명의 찬가〉로부터 “그대, 얼음의 폭포여, 산꼭대기에서 거대한 계곡을 맹려한 힘으로 하강하는 분류는 거룩한 소리를 듣고 그 미친 듯한 돌진의 도중에 문득 정지해 버린 듯이 보인다. 돌진하면서도 정지한 종용한 폭포여!”를 인용하여 쓰고 있다. 렌토를 주제로 하여 악장을 구성하고는 있으나, 주제적 발전보다는 다양한 악상의 선율들을 나열형으로 늘어 놓아 남극의 여러 장면들이 풍경화처럼 지나가는 악장이다. 마지막 무렵에 오르간이 최강음으로 연주함으로써 여지껏 이렇다 할 클라이맥스를 이루지 않은 이 악장에서 결렬한 흥분을 야기시킨다. 이 흥분이 가라앉으면서 다음 악장으로 쉬지 않고 계속된다.

### 제4악장 〈간주곡〉
작곡가는 존 던의 〈솟아오르는 태양〉으로부터 “사랑은 모두 사계를 모른다. 풍토도, 시간도, 해도, 달도, 즉 시간의 단편에 불과한 것은 모른다”라는 1절을 인용하고 있다. 오보에가 연주하는 안단테 소스테누토의 선율은 ‘뜰의 풀들’을 묘사한 것이라 한다. 이어서 박자가 4/4박자로 바뀌어 바이올린과 잉글리시 호론의 대화풍으로 이루어진 알레그레토의 여유있는 선율이 나타나는데, 이 두 선율이 이 악장의 주요 재료이다. 여기에 1악장 첫머리의 상행 선율이 거의 원현대로 도입되고는 앞서의 오보에에 의한 소스테누토 선율을 코다풍으로 짧게 재현한다.

### 제5악장 〈에필로그〉
작곡가는 여기에 스코트의 유필 “나는 이 여행을 후회하지 않는다. 우리는 모험을 했다. 모험이라는 것을 알고 있었다. 사태가 나쁜 쪽으로 된 것이다. 그러니 불평을 할 이유는 없다”를 적어두고 있다. 행진국풍의 모데라토로서 첫머리에 트럼펫의 팡파르에 이어 1악장 첫머리의 상행 선율이 다시 등장한다. 이어 트럼펫이 포르티시모의 칸타빌레로 새로운 선율을 연주하는데, 이 선율을 이 악장에서 부주제적 역할을 수행한다. 어던 사람들은 이 악장을 스코트 대령의 장송 행진곡으로도 보고 있다. 이 행진곡이 진행해 나가 클라이맥스를 이루고는 힘이 급속히 약화되어 3/4박자로 되고 1악장 첫머리 상행이 재현됙고, 이어 합창에 뒤이은 소프라노 선율도 재현된다. 마지막에 저음현과 팀파니, 풍음기, 그리고 합창이 여린음으로 연주하는 악구에 의해 전악장을 마무리한다.

## 참고 문헌
- 《교향곡》 음악도서, 삼호출판사(명곡해설편찬위원회: 김방헌, 김정덕, 민경찬, 전지호)